# Bee Gees First of May (EP3)

## Közreműködők
- Barry Gibb – ének, gitár
- Maurice Gibb – ének,  gitár, zongora, basszusgitár
- Colin Petersen – dob
- stúdiózenészek
- Vince Melouney – gitár (Indian Gin and Whisky Dry, Let There Be Love)

## A lemez dalai
- First of May  (Barry, Robin és Maurice Gibb) (1968), mono 2:50, ének: Barry Gibb
- Idea  (Barry, Robin és Maurice Gibb) (1968), mono 2:51, ének: Barry Gibb
- Lamplight  (Barry, Robin és Maurice Gibb) (1968), mono 4:47, ének: Robin Gibb
- Indian Gin and Whisky Dry  (Barry, Robin és Maurice Gibb) (1968), mono 1:55, ének: Robin Gibb